# Півторак Григорій Петрович
Григо́рій Петро́вич Півтора́к (нар.14 червня 1935 року, с. Коритище, нині Роменського району Сумської обл.) — український мовознавець, етимолог, доктор філологічних наук (1990), професор (1992), академік НАН України (2009; член-кореспондент 1997), заслужений діяч науки і техніки України (2011). Автор понад 250 праць з історії та діалектології східнослов'янських мов, етногенезу східних слов'ян. Обґрунтував цілісну теорію походження української, білоруської та російської мов. Укладач і редактор низки фундаментальних словників.

## Біографія
Народився в сім'ї селян Петра Мусійовича Півторака (1899—1976) і Марії Михайлівни Півторак (Пічкур; 1896—1988). Був слухачем Лохвицького педучилища (1950—1954). Закінчив із відзнакою Полтавський державний педінститут В. Г. Короленка за спеціальностями «українська мова та література», «історія» (1959). Навчався в аспірантурі Інституту мовознавства імені О. О. Потебні АН УРСР за фахом «білоруська мова» (1961—1964). Під час дворічного стажування в Мінську досконало опанував мову своєї спеціальності, написав нею й успішно захистив кандидатську дисертацію — «Історія інфінітива в білоруській мові» (1965).
З 1964 р. працює в Інституті мовознавства ім. О. О. Потебні: молодший, старший (1978), провідний науковий співробітник (1991), завідує відділом загальнославістичної проблематики та східнослов'янських мов (з 1998). Заступник академіка-секретаря Відділення літератури, мови та мистецтвознавства НАН України (2004 — 2020). Голова спеціалізованої вченої ради для захисту дисертацій при Інституті мовознавства ім. О. О. Потебні НАН України (з 2007). Засновник і голова Української асоціації білорусистів (з 1991), заступник голови Міжнародної асоціації білорусистів.

## Наукова діяльність
Г. П. Півторак ґрунтовно дослідив історію інфінітива в східнослов'янських мовах. Один з укладачів семитомного «Етимологічного словника української мови» (видається з 1982), який виявляє генетичні зв'язки української літературної та діалектної лексики XIX—XX століть на слов'янському та індоєвропейському тлі. Активно вивчає українсько-білоруські мовні та літературні зв'язки. Укладач (разом із О. І. Скопненком) і редактор академічного «Білорусько-українського словника» (2006). Видання подає українські відповідники до загальновживаної лексики сучасної білоруської літературної мови, а також до найпоширеніших у білоруській літературі розмовних слів, архаїзмів і діалектизмів, найвідоміших білоруських фразеологізмів тощо. Словник покликаний задовольнити практичні потреби користувачів під час перекладу білоруських текстів на українську мову.
Учасник багатьох українських і міжнародних конференцій, нарад, конгресів.

## Теорія походження східнослов'янських мов
На основі комплексного підходу — вивчення численних мовних (історична фонетика, історична діалектологія, писемні пам'ятки) і позамовних (історія, археологія, антропологія, фольклористика) джерел — обґрунтував власну концепцію східнослов'янського глотогенезу. Показав, що головні фонетичні особливості, за якими розрізняють українську, білоруську та російську мови, у XII—XIII століттях в основному вже склалися. Усі три мови виникли не зі спільної давньоруської мови, а внаслідок перегрупування шістьох давньоруських діалектних масивів у нові ареали. Г. П. Півторак критикує версію походження українців, білорусів та росіян з єдиної давньоруської народності. Вчений доводить, що Київська Русь від самого початку формувалася як рання українська держава. Її державотворчим і об'єднавчим етносом стали південні русини, тобто праукраїнці. Пізніше до її складу ввійшли й інші племена — ті, з яких згодом сформувалися білоруси й росіяни.
|  | ... Розглядати історію українців та української мови поза часом і простором та поза історією слов’янства взагалі — означає відриватися від наукового ґрунту й літати в хмарах мрій і вигадок. ... Наука визнає лише факти — тільки вони дають підставу робити певні висновки чи висувати вірогідні гіпотези, котрі згодом можуть бути переконливо доведені або аргументовано спростовані. Непрофесійність, некомпетентність, дилетантизм і відвертий авантюризм несумісні з науковим підходом, хоч якими б шляхетними й патріотичними міркуваннями не керувалися автори, що мимовільно впадають у ці пороки. Замість бажаного результату такі дослідження дезорієнтують читачів, дискредитують українську суспільствознавчу науку перед світовою громадськістю. |

## Основні публікації

### Монографії
- Морфологія інфінітива в східнослов'янських мовах: (Пор.-істор. нарис). — К.: Наук. думка, 1974. — 144 с.
- Историческая типология славянских языков: Фонетика, словообразование, лексика и фразеология / Под ред. А. С. Мельничука. — К.: Наук. думка, 1986. — 288 с. (автор розділу «Глагол»).
- Формування і діалектна диференціація давньоруської мови: (Істор.-фонет. нарис). — К.: Наук. думка, 1988. — 280 с.
- Культура української мови: Довідник / За ред. В. М. Русанівського. — К.: Либідь, 1990. — 304 с. (автор розділу «З історії власних імен»).
- Українці: звідки ми і наша мова. — К.: Наук. думка, 1993. — 200 с.
- Нариси білорусько-українських літературних зв'язків: Культурно-історичні та літературознавчі аспекти проблеми. — К., 2003. — 413 с. (автор вступної статті, перекладач).
- Походження українців, росіян, білорусів та їхніх мов: Міфи і правда про трьох братів слов'янських зі «спільної колиски». — К.: Академія, 2001. — 152 с. (2-ге вид., доп. — К.: Арістей, 2004. — 180 с.).
- Інститут мовознавства ім. О. О. Потебні НАН України –75. 1930—2005: Матеріали до історії / Ред. кол. В. Г. Скляренко (відп. ред.) та ін. — К.: Довіра, 2005. — 565 с. (співавтор розділу «Славістичні студії»).
- Українці: звідки ми і наша мова. Дослідження, факти, документи. — К.: Віпол, 2014. — 280 с.
- Історико-лінгвістична славістика: Вибрані праці. — К.: Наук. думка, 2015. — 510 с.
- Історична правда проти імперської облуди. — К.: Арт прінт студія, 2018. — 148 с.

### Словники, енциклопедії
- Етимологічний словник української мови: У 7 т. / Редкол.: О. С. Мельничук (голов. ред.) та ін. — Т. 1–5. — К.: Наук. думка, 1982—2006 (автор понад 3500 статей, член редкол.).
- Українська мова: Енциклопедія. — К.: Вид-во «Укр. енциклопедія» ім. М. П. Бажана, 2000 (2-ге вид. — 2004, 3-тє вид. — 2007) — автор 70 статей, член редкол.
- Фразеологія перекладів Миколи Лукаша: Словник-довідник / Уклад.: О. І. Скопненко, Т. В. Цимбалюк. — К. : Довіра, 2002. — 735 с. (відп. ред.).
- Російсько-український словник-довідник: Близько 45000 слів / Уклад.: О. І. Скопненко, Т. В. Цимбалюк. — К. : Довіра, 2002. — 632 с. (відп. ред.).
- Сучасний словник іншомовних слів: Близько 20 тисяч слів і словосполучень / Уклад.: О. І. Скопненко, Т. В. Цимбалюк. — К. : Довіра, 2006. — 790 с. (відп. ред.).
- Білорусько-український словник. — К.: Довіра, 2006. — 723 с. (співукладач, відп. ред.).
- Український орфографічний словник / Редкол.: В. Г. Скляренко (голова) та ін. — 9-е вид., перероб. і доп. — К.: Довіра, 2009. — 1011 с. (член редкол.).

### Підручник
- Білоруська мова. — К.: Либідь, 1997. — 240 с.

### Статті
- До питання про українсько-білоруську мовну взаємодію донаціонального періоду: (Досягнення, завдання і перспективи досліджень) // «Мовознавство». — 1978. — № 3. — С. 31-40.
- Праслов'янська епоха у світлі сучасних наукових даних // Мовознавство. — 1982. — № 2. — С. 32-42.
- Виникнення писемності у східних слов'ян за сучасними науковими даними // Мовознавство. — 1984. — № 6. — С. 9-21.
- Агульныя і своеасаблівыя беларуска-ўкраінскія дыялектныя рысы // Весці АН БССР: Сер. грамад. навук. — 1987. — № 3. — С. 115—120.
- Діалектна диференціація української мови у світлі етно- і глотогенезу східних слов'ян // Мовознавство. — 1988. — № 2. — С. 64-69.
- Рання писемність східних слов'ян у контексті слов'янських культур другої половини І тисячоліття н. е. // Слов'янське мовознавство. Х Міжнародний з'їзд славістів (Софія, вересень 1988 р.): Доповіді. — К.: Наук. думка, 1988. — С. 214—232.
- Актуальні проблеми реконструкції давньоруських діалектних ареалів // Мовознавство. — 1989 — № 1. — С. 38-46.
- Діалектна ситуація в Київський Русі // Мовознавство. — 1993. — № 2. — С. 6-13.
- Походження українського народу та української мови // Вісник НАН України. — 1996. — № 9-10. — С. 16-21.
- Мовна ситуація в Київській Русі та її вплив на давньоруську периферію // Мовознавство. — 1997. — № 4/5. — С. 3-10.
- Вытокі беларускай мовы: новая канцэпцыя. Да праблемы «Беларусь паміж Украінай і Расіяй» // Беларусіка — Albaruthenika-6. — Мінск, 1997. — С. 329—334.
- Занепад зредукованих Ъ, Ь і його вплив на формування фонологічних систем слов'янських мов // Мовознавство. — 1998. — № 2-3. — C. 3-14.
- Державна мова у Великому князівстві Литовському і проблема розмежування українських та білоруських пам'яток // Мовознавство. — 2005. — № 3-4. — С. 80-84.
- Українська, білоруська, російська: Три мови — три історії // VI Міжнародний конгрес україністів (Донецьк, 26 черв. — 1 лип. 2005 р.): Доповіді та повідомлення. — Кн. 5: Мовознавство. — К., 2007. — С. 521—529.
- Українсько-південнослов'янські лексичні паралелі як джерело реконструкції ранньої історії слов'янських племен // Мовознавство. — 2008. — № 2-3. — С. 13-23.
- Деякі методологічні проблеми дослідження етно- і глотогенезу східних слов'ян на сучасному етапі // Мовознавство. — 2010. — № 2-3. — С. 8-29.
- Татарсько-мусульманська писемність білорусько-українською писемно-літературною мовою XVI—XVIII // Академік Олександр Савич Мельничук і сучасне мовознавство. — К.: Видавнич. дім Д. Бураго, 2012. — С. 211—217.
- Проблеми етно- і глотогенезу кривичів та новгородських словенів у контексті ранньої історії слов'янських племен // Мовознавство. — 2013. — № 2–3. — С. 3–17.

## Відзнаки й нагороди
- Премія Національної академії наук України імені І. Я. Франка (1995) — за цикл праць з етногенезу східних слов'ян
- Премія президентів академій наук України, Білорусі та Молдови (2003) — за працю «Нариси білорусько-українських літературних зв'язків: Культурно-історичний та літературознавчі аспекти проблеми» (у співавторстві)
- Премія Національної академії наук України імені О. О. Потебні (2010) — за «Білорусько-український словник» (у співавторстві)
- Почесне звання «Заслужений діяч науки і техніки України» (2011)[2]